# Philodromus fuscolimbatus
Philodromus fuscolimbatus är en spindelart som beskrevs av Lucas 1846. Philodromus fuscolimbatus ingår i släktet Philodromus och familjen snabblöparspindlar. Inga underarter finns listade i Catalogue of Life.